# Mare Nectaris

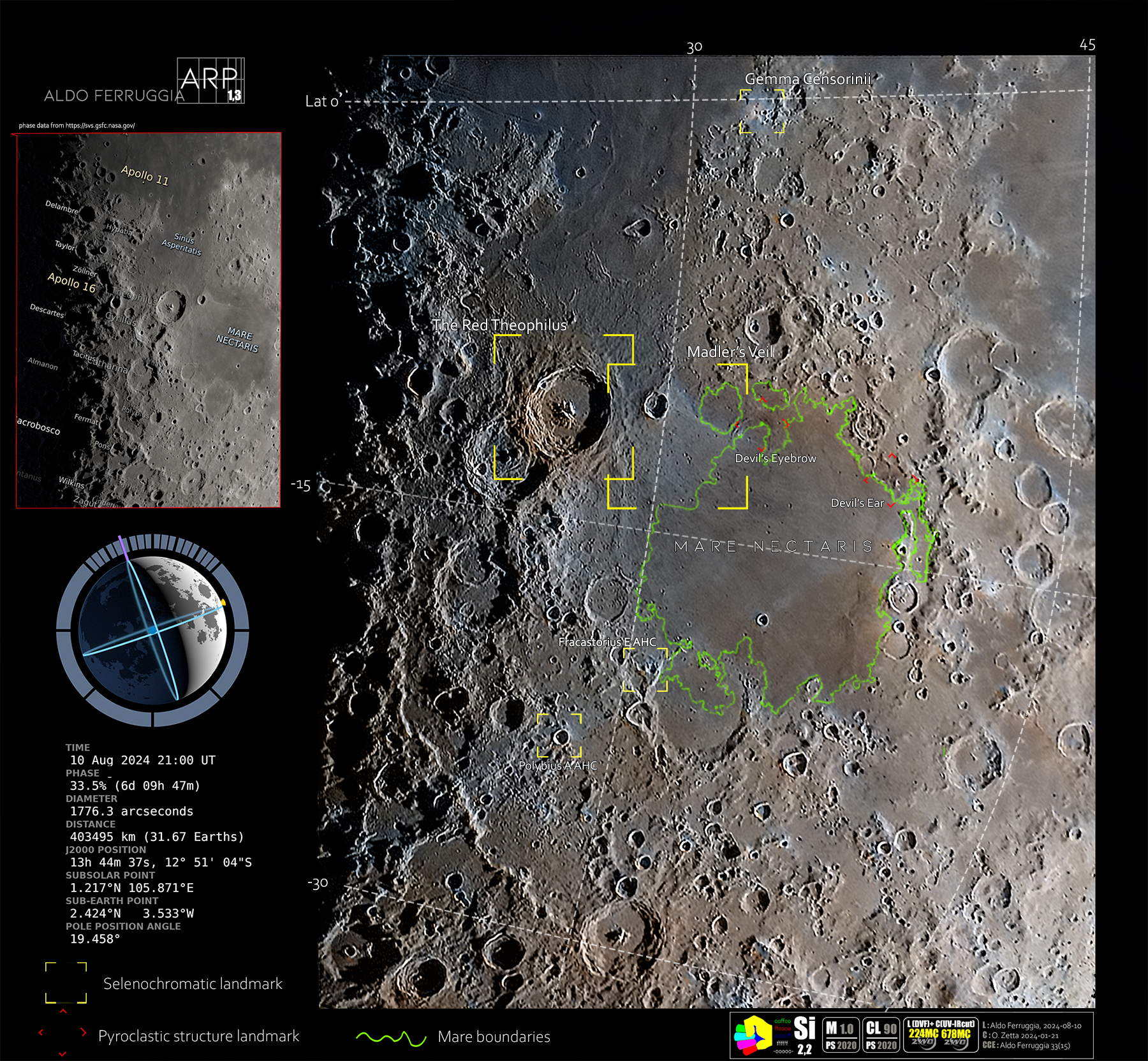
Imagen selenocromática de Mare Nectaris en proyección rectificada con algunas referencias selenocromáticas

Mare Nectaris es un mar lunar situado en la cara visible de la Luna. Data de la Era Nectárica (3920 a 3850 millones de años), a la cual da nombre. Su centro se encuentra en torno a los 15°S, 35°E. Tiene una forma aproximadamente circular, con 350 km de diámetro y una superficie de unos 100 000 km².

## Situación
El Mare Nectaris, que ocupa la parte central de una amplia cuenca de impacto inundada por lavas, se extiende entre los cráteres Mädler y Gaudibert, al norte, y Fracastorius, al sur, y entre los Montes Pirineos lunares, al este, y una zona accidentada que ocupa el espacio entre los cráteres Theophilus y Beaumont, al oeste.

## Aspectos geológicos
La parte central del Mare Nectaris es notablemente llana y carece de cráteres importantes, estimándose que en ella, la capa de lava solidificada es de solo un kilómetro de espesor.
La cuenca original que contiene al Mare Nectaris, es de unos 900 km de diámetro, y tiene unos límites bien definidos en su parte suroeste por Rupes Altai, y por una escarpadura al este del cráter Censorinus, en el norte. Este límite resulta algo menos evidente en el borde occidental del Sinus Asperitatis y en el cráter Kant, ya en la parte oeste.